# Brea Pozo
Brea Pozo ist die Hauptstadt des Departamento San Martín in der Provinz Santiago del Estero im nordwestlichen Argentinien. Sie liegt 86 Kilometer von der Provinzhauptstadt Santiago del Estero entfernt.

## Bevölkerung
Brea Pozo hat 1.731 Einwohner (2001, INDEC), das sind 18 Prozent der Bevölkerung des Departamento San Martín.